# Атомная энергетика Польши
Единственный работающий ядерный реактор в Польше — исследовательский реактор «Мария», построенный в советские времена, — находится в городе Отвоцк, в получасе езды от Варшавы.

## История
Первая попытка строительства АЭС в Польше была предпринята в 1982 году. Строительство АЭС «Жарновец» под Гданьском началось в 1983 году и продолжалось до 1989 года, но затем было остановлено. 
В дальнейшем Польша участвовала в литовском проекте Висагинской АЭС, но вышла из него в 2011 году, до его официального закрытия. 

## Текущее состояние
В настоящее время Польша не располагает промышленными ядерными реакторами, однако, планирует начать строительство электростанции (АЭС) с 6 энергоблоками в ближайшем будущем. Начало строительства запланировано на 2026 год, плановый ввод АЭС в эксплуатацию должен произойти в 2040 году. Это строительство станет частью польского плана избавления от избыточной зависимости от каменного угля.

Польское правительство рассматривало предложения следующих компаний: Westinghouse (США), KHNP EDF (Франция); по итогам переговоров было принято американское предложение о строительстве АЭС на базе технологии реактора AP1000. 
Предпроектные работы проводит фирма Westinghouse. Сооружением первой польской АЭС будет заниматься американская компания Bechtel. АЭС разместят в районе Гданьского побережья. Предполагается, что первый блок будет запущен в 2033 году, последующие блоки будут возводиться каждые два-три года, а вся ядерная программа предполагает строительство шести блоков мощностью до 9 ГВт.